# Jørgen Thomsen (grafiker)
 For alternative betydninger, se Jørgen Thomsen. (Se også artikler, som begynder med Jørgen Thomsen)
Jørgen Thomsen (født 1946 i Midtjylland) er en dansk grafiker, der har sit studie Ozean på Østerbro i København. Jørgen Thomsens serie af plakater for Corona Danseteater har været udstillet i bl.a. Danmark, Sverige, Rusland og Canada.[kilde mangler]
Plakaten ”Heavy” hænger i dag permanent på Museum of Design Zurich, museet for grafisk kunst . Plakaten er ligeledes optaget i det førende internationale bogværk Graphics Poster 97. Hans plakat,12 Danske Fyr, blev skabt ud fra den erkendelse, at nogle af de mest markante bygningsværker i det danske landskab stod for forfald. Plakaten blev skabt i et samarbejde med Farvandsvæsenet[kilde mangler]. Jørgen Thomsen designede plakaten til Grønlands Kommando i forbindelse med 50 års jubilæet i 2001[kilde mangler]. Undervejs har han ligeledes tegnet frimærker til Post Danmark[kilde mangler]. Hans grafiske stil er betegnet som enkel og afklaret.